# Edmund Kirby Smith
Edmund Kirby Smith (St. Augustine, 16 maggio 1824 – Sewanee, 28 marzo 1893) è stato un generale statunitense.
All'inizio della guerra di secessione americana fu combattuto da forti conflitti di lealtà nei confronti dell'unità nazionale, prima di decidersi per gli Stati Confederati d'America.

## Biografia
Figlio di Joseph Lee Smith proveniente dalla Nuova Inghilterra, nacque a St. Augustine, Florida e godette di una formazione scolastica di alto livello. Dopo il diploma in una costosa scuola privata ad Alexandria, Virginia, entrò nell'accademia militare di West Point, si laureò nel 1845 e subito fu inviato al confine con il Messico, poco prima che scoppiasse la guerra messico-statunitense. Partecipò, agli ordini del generale Zachary Taylor (futuro Presidente degli Stati Uniti d'America), alle battaglie di Palo Alto e di Resaca de la Palma. Nelle battaglie di Cerro Gordo e Contreras si distinse come comandante di fanteria e ritornò nel 1849 a West Point come assistente di matematica. Dal 1852 combatté al confine indiano in Texas, comandando Fort Colorade con il grado di maggiore del 2º Cavalleria USA, quando nel 1861 avvenne la rottura fra Nord e Sud.
Smith, secessionista nel cuore, si sentiva però anche leale Ufficiale dell'Unione e rifiutò la consegna del forte alla milizia texana, guidata al futuro generale confederato Ben McCulloch. Solo il 6 aprile, dopo che la Florida si era separata dall'Unione, anche Smith diede le sue dimissioni ed entrò come tenente colonnello nell'Esercito confederato. Prestò servizio sotto Joseph E. Johnston nella valle di Shenandoah, fu promosso brigadiere generale il 17 giugno 1861 e ferito gravemente nella prima battaglia di Bull Run.
L'11 ottobre 1861 fu nominato maggior generale ed all'inizio del 1862 prese il comando del Distretto del Tennessee orientale. Nell'agosto di quell'anno conseguì la vittoria alla battaglia di Richmond. Dopo la sua partecipazione alla fallita invasione di Bragg del Kentucky il 9 ottobre 1862 divenne tenente generale. Fu collocato così al vertice del Dipartimento d'Oltre Mississippi e tenne quel comando fino alla fine della guerra, pur essendo stato promosso il 19 febbraio 1864 al massimo grado di generale (Full general). In questa primavera respinse con estrema capacità la spedizione Red River delle truppe dell'Unione guidate dal Generale N. P. Banks.
Fu uno degli ultimi generali confederati a capitolare, il 26 maggio 1865, davanti al Generale E. R. S. Canby. Subito dopo fuggì in Messico e quindi a Cuba per evitare un possibile processo per tradimento. Tornò per prestare giuramento di amnistia a Lynchburg, il 14 novembre 1865.
Per due anni Smith fu poi presidente della "Pacific & Atlantic Telegraph Company", fu poi nominato presidente dell'Accademia Militare dell'Ovest in Nashville e cancelliere dell'Università di Nashville. Dal 1875 fu professore di matematica all'Università del Sud. Con lui morì il 28 marzo 1893 a Sewanee, l'ultimo dei più alti Generali dell'Esercito confederato.